# وستلند لیساندر
Lysander (به انگلیسی: Westland_Lysander) یک هواگرد از نوع Army co-operation and ارتباطی ساخت شرکت هواگردسازی وست‌لند است. هواگرد Lysander نخستین پروازش را در ۱۵ ژوئن ۱۹۳۶ میلادی انجام داد. این هواگرد در سال ژوئن ۱۹۳۸ میلادی رسماً معرفی گردید. در مجموع، تعداد ۱٬۷۸۶ فروند از این هواگرد ساخته شده‌است.
طراح این هواگرد، Arthur Davenport, Teddy Petter بود.